# Косор 787
Косор 787 (енгл. Cossor C.R. 787) је осматрачки земаљски радар средњег домета опште намене за праћење ситуације у ваздуху британске производње.

## Опис
Појавио се 1960. године и због коришћења десетцентиметарског С-опсега (S-band) имао је врло узан радарски сноп захваљујући којем је имао добар вертикални приказ високе резолуције уз прихватљиву величину антене и снагу уређаја. Посебно је био погодан за аеродромску прилазну контролу лета јер је њиме било могуће навођење авиона који слеће у лошим метео-условима или ноћу све на даљину од 900 метара од аеродрома.
Могао је бити изведен као покретан или стационаран и имао је систем за уклањање сметњи у одразу насталих због кише или снега. Опслуживала су га три човека - два оператера и један техничар. У зависности од жељене прецизности, оператер је могао да изабере један од четири расположива домета радара: 18,5, 46,25, 92,5 и 185 километара (10, 25, 50 и 100 наутичких миља), при чему је ситуацију у ваздуху пратио на екрану пречника 305 мм.

## Југославија
Изложени примерак у Музеју ваздухопловства – Београд био је постављен на врху контролног торња од првог дана рада Аеродрома „Никола Тесла” од 1962. до 1989. године и на неки начин постао је његов заштитни знак. По расходовању исте године предат је Музеју.